# 박경수 (작가)
박경수는 대한민국의 드라마 작가이다.
1998년 MBC 베스트극장《설사약 권하는 사회》로 데뷔하였으며, 1년 뒤 SBS《카이스트》에서 송지나 작가의 보조작가로 집필 활동을 본격적으로 시작하였다. 2002년에는 KBS 2TV 시트콤 《동물원 사람들》에 참여하였으며, 2006년에는 MBC에서 8부작 드라마《내 인생의 스페셜》의 메인작가로 호평받은 바 있다. 2007년에는 송지나 작가와 함께 MBC《태왕사신기》의 공동 집필에 참여하였다.
본격적으로 이름을 알리기 시작한 작품은 2012년에 SBS에서 방영된 《추적자 THE CHASER》로, 이 작품은 2013년 제 49회 백상예술대상에서 배우 손현주의 최우수 연기상을 포함, 작품상과 극본상을 수상하며 3관왕에 올랐으며, 이어 열린 제 40회 한국방송대상에서도 작품상과 작가상을 포함, 3관왕에 오르는 등 단독 집필한 첫 작품으로서는 이례적인 엄청난 인기를 구가하며 대중들에게 이름을 각인시켰다.

## 작품 활동
- 1998년 MBC 베스트극장 《설사약 권하는 사회》 ... 집필
- 1999년 ~ 2000년 SBS 일요 청춘드라마 《카이스트》 ... 공동집필
- 2002년 KBS2 일일시트콤 《동물원 사람들》 ... 공동집필
- 2006년 MBC 8부작 월화 미니시리즈 《내 인생의 스페셜》 ... 공동집필
- 2007년 MBC 수목 미니시리즈 《태왕사신기》 ... 공동집필
- 2012년 SBS 월화 미니시리즈 《추적자 THE CHASER》 ... 집필
- 2013년 SBS 월화 미니시리즈 《황금의 제국》 ... 집필
- 2014년 ~ 2015년 SBS 월화 미니시리즈 《펀치》 ... 집필
- 2017년 SBS 월화 미니시리즈 《귓속말》 ... 집필
- 2023년 NETFILX 오리지널 드라마 《돌풍》 ... 집필

## 수상
- 2013년 제40회 한국방송대상 작가상 (추적자 THE CHASER)
- 2013년 제49회 백상예술대상 극본상 (추적자 THE CHASER)
- 2015년 제51회 백상예술대상 극본상 (펀치)